# Rożnica
Rożnica est une localité polonaise de la gmina de Słupia, située dans le powiat de Jędrzejów en voïvodie de Sainte-Croix.